# 中国人民解放军海军参谋部
中国人民解放军海军参谋部，位于北京市，是中国人民解放军海军机关职能部门。

## 沿革
1950年4月14日，中央军委海军领导机构在北京成立。下设中国人民解放军海军司令部。
2016年，在深化国防和军队改革中，中国人民解放军海军司令部撤销，组建中国人民解放军海军参谋部。

## 机构设置
- 作战局[4]
- 训练局[3]
- 部队管理局[5]
- 规划和编制局[6]
- 直属工作局
- 航海保证局[7]

……
直属单位
- 中国人民解放军海军出版社（由海潮出版社、中国航海图书出版社组成）

## 历任领导
| 中国人民解放军海军参谋长 - 罗舜初 中将（1950年6月—1952年3月） - 周希汉 中将（1952年3月—1961年3月，1958年12月起为海军副司令员兼） - 张学思 少将（1961年3月—1968年5月） - 马冠三（1968年2月—11月，代理） - 潘焱（1968年11月—1975年8月） - 杨国宇（1975年8月—1982年8月，1978年7月起为海军副司令员兼） - 马辛春（1982年8月—1985年7月） - 安立群（1985年7月—1987年9月） - 张序三 海军中将（1987年9月—1990年4月，海军副司令员兼） - 赵国臣 海军中将（1990年6月—1994年9月） - 何林忠 海军中将（1994年9月—1997年11月） - 么兴远 海军中将（1997年11月—2000年6月） - 王玉成 海军中将（2000年6月—2003年1月） - 赵兴发 海军中将（2003年1月—2004年12月） - 孙建国 海军中将（2004年12月—2006年12月） - 丁一平 海军中将（2006年12月—2008年12月，海军副司令员兼） - 苏士亮 海军中将（2008年12月—2010年12月） - 杜景臣 海军中将（2010年12月—2014年6月） - 邱延鹏 海军中将（2014年6月—2018年1月） - 张文旦 海军中将（2018年1月—2019年12月） - 李玉杰 海军中将（2019年12月—） 中国人民解放军海军参谋长助理 - 鲍汝林 海军少将（1999年12月—2006年8月） - 陈国和 海军少将（2002年7月—？） - 李永义 海军少将（？—？） - 杜景臣 海军少将（2003年12月—2007年7月） - 蒋勇 海军少将（2007年—2008年7月逝世） - 段昭显 海军少将（2009年—2011年2月） - 赵冀川 海军少将（2010年—？） - 黄迁民 海军少将（2011年—？） - 韩小虎 海军少将（2012年12月—2014年12月） - 胡中明 海军少将（2015年—2016年） - 崔玉忠 海军少将（2015年—2016年） - 王大忠 海军少将（2015年—2017年） - 张峥 海军少将（2016年—2017年） - 张少兵 海军少将（2016年—） - 许海华 海军少将（2017年—） 中国人民解放军海军司令部顾问 - 隐剑（1978年4月—？） - 胡鹏飞（1983年8月—1985年7月） - 王屏寿（1983年8月—1985年7月） | 中国人民解放军海军副参谋长 - 张学思 少将（1953年3月—1961年3月） - 袁也烈 少将（1955年12月—1965年8月） - 马冠三 少将（1960年5月—1970年7月） - 傅继泽 少将（1960年5月—1975年3月） - 林真 少将（1961年5月—1963年8月；1978年1月—1985年7月） - 赵晓舟 少将（1962年3月—1963年8月） - 赵一萍 少将（1962年3月—1963年3月） - 王政柱 少将（1962年3月—1963年11月） - 来光祖 少将（1962年3月—1975年8月） - 胡鹏飞（1969年9月—1983年8月） - 赵一萍（1969年9月—1976年2月） - 刘华清（1970年12月—1977年12月） - 范朝福（1973年7月—1983年8月） - 王屏寿（1973年7月—1983年8月） - 石天定海军少将（1973年7月—1990年7月） - 李景（1973年7月—1980年11月） - 杨国宇（1975年3月—1975年8月） - 徐明德（1975年3月—1983年8月） - 张序三（1979年1月—1983年8月） - 安立群（1983年8月—1985年7月） - 邓树琪 海军少将（1983年10月—1990年7月） - 陈德鸿 海军少将（1985年8月—1992年10月） - 王祖尧 海军少将（1987年11月—1994年12月） - 何林忠 海军少将（1990年7月—1993年12月） - 么兴远 海军少将（1991年9月—1997年11月） - 徐振忠 海军少将（1992年10月—1994年12月） - 赵国钧 海军少将（1994年12月—1999年12月） - 王玉成 海军少将（1994年12月—2000年6月） - 赵兴发 海军少将（1998年12月—2003年1月） - 周伯荣 海军少将（1999年12月—2005年7月） - 张展南 海军少将（2000年7月—2004年12月） - 孙建国 海军少将（2000年7月—2004年12月） - 丁一平 海军少将（2003年6月—2006年8月） - 尹长志 海军少将（2003年9月—2009年） - 郭炎炎 海军少将（2003年12月—2005年7月） - 张永义 海军少将（2003年12月—2004年12月） - 张磊愚 海军少将（2005年7月—2008年5月） - 徐洪猛 海军少将（2005年7月—2006年8月） - 鲍汝林 海军少将（2006年8月—2009年） - 张徳顺 海军少将（2006年12月—？） - 刘毅 海军少将（2007年6月—2010年2月） - 肖新年 海军少将（2008年9月—？） - 冷振庆 海军少将（2010年3月—？） - 王维明 海军少将（2012年10月—？） - 张建昌 海军少将（2012年5月—2015年10月） - 段昭显 海军少将（2011年2月—？） - 廖世宁 海军少将（2009年7月—？） - 王长江 海军少将（2010年2月—？） - 宋学 海军少将（2012年11月—？） - 管建国 海军少将（2013年7月—2013年12月；2015年—2016年） - 阎保健 海军少将（2013年12月—2015年10月逝世） - 董军 海军少将（2015年—2017年1月） - 胡中明 海军少将（2016年—） - 王大忠 海军少将（2017年—） |